# Shanghai Liancheng
Maillots
Le Shanghai Liancheng Football Club (en chinois : 上海联城足球俱乐部), plus couramment abrégé en Shanghai Liancheng, est un ancien club chinois de football fondé en 2000 et disparu en 2007, et basé dans la ville de Shanghai.

## Histoire

### Historique des noms du club
- 2001 : le club est renommé Dalian Saidelong
- 2003 : le club est renommé Zhuhai Anping
- 2004 : le club est renommé Zhuhai Zhongbang
- 2005 : le club est renommé Shanghai Zobon
- 2006 : fusion avec Shanghai Jiucheng en Shanghai Liancheng

## Bilan sportif

### Palmarès
| Compétitions nationales                                                                                        |
| --- |
| - Championnat de Chine D2 : - Vice-champion : 2002 et 2004. - Championnat de Chine D3 (1) : - Champion : 2001. |

### Bilan saison par saison
| Saison | D1 | Points | Journée | Vic. | Nuls | Déf. | B.P. | B.C. | Diff. |
| ------ | -- | ------ | ------- | ---- | ---- | ---- | ---- | ---- | ----- |
| 2006   | 7e | 39 pts | 28      | 9    | 12   | 7    | 32   | 25   | +7    |

## Personnalités du club

### Présidents du club
- Zhu Jun (en)

### Entraîneurs du club
- Osvaldo Giménez